# خوسيه غوادالوبي بوسادا
خوسيه غوادالوبي بوسادا (بالإسبانية: José Guadalupe Posada)‏ هو كاريكاتيري ورسام توضيحي مكسيكي، ولد في 2 فبراير 1852 في مدينة أغواسكاليينتس في المكسيك، وتوفي في 20 يناير 1913 في مدينة مكسيكو في المكسيك.